# Erich Bergen
Erich Bergen (Nova Iorque, 31 de dezembro de 1985) é um ator e apresentador estadunidense, mais conhecido por seu papel como Bob Gaudio em Jersey Boys: Em Busca da Música e por seu papel como Blake Moran na série de televisão da CBS, Madam Secretary.

## Filmografia
| Ano             | Título               | Papel               | Nota(s)                                                    |
| --------------- | -------------------- | ------------------- | ---------------------------------------------------------- |
| 1996            | The Dana Carvey Show | Son                 | (episódio: "The Taco Bell Dana Carvey Show"; sem créditos) |
| 2009-2010       | Gossip Girl          | Paul Hoffman        | 2 episódios                                                |
| 2012            | Joey Dakota          | Paul                | Telefilme                                                  |
| 2012            | Person of Interest   | Bradley Petrosian   | (episódio: "Baby Blue")                                    |
| 2012            | Franklin & Bash      | Keith Flynn         | (episódio: "Last Dance")                                   |
| 2012            | Childrens Hospital   | Male Nurse / Dancer | (episódio: "Chief's Origin")                               |
| 2013            | How Sweet It Is      | Ethan Trimble       |                                                            |
| 2014            | Jersey Boys          | Bob Gaudio          |                                                            |
| 2014 - presente | Madam Secretary      | Blake Moran         |                                                            |
| 2017            | Humor Me             | Alan                |                                                            |